# Hugo Dellas
Hugo Dellas, pseudoniem van Hugo Leopold Adolphin Wagemans, (Antwerpen, 18 april 1938 - Geel, 27 maart 2021) was een Vlaamse zanger en acteur.
In Vlaanderen werd hij bekend door zijn deelname aan de liedjeswedstrijd Canzonissima, in het seizoen 1966-1967.  Dat televisieprogramma op de BRT fungeerde als preselectie voor het Eurovisiesongfestival van 1967. 
Het bekendste lied van Hugo Dellas is De Torens van Babel, uit Canzonissima 1967.
In de zomer van 1968 maakte hij deel uit van de Belgische ploeg die het Songfestival van Knokke won. Het was de enige keer dat België dit festival won. De andere leden van de winnende ploeg waren Lily Castel, Ann Christy, Nicole Josy en Jacques Raymond. 
In 1969 won hij De Gouden Sirene in het Casino van Middelkerke voor het beste lied. Verder was hij onder meer te zien in het jeugdfeuilleton Het zwaard van Ardoewaan, de Jo-Leemans-show en in de NCRV-jeugdserie Orimoa.
Na zijn televisieloopbaan bleef hij optreden.